# Madinat Jumeirah

Das Madinat Jumeirah mit Sicht auf Burj Al Arab

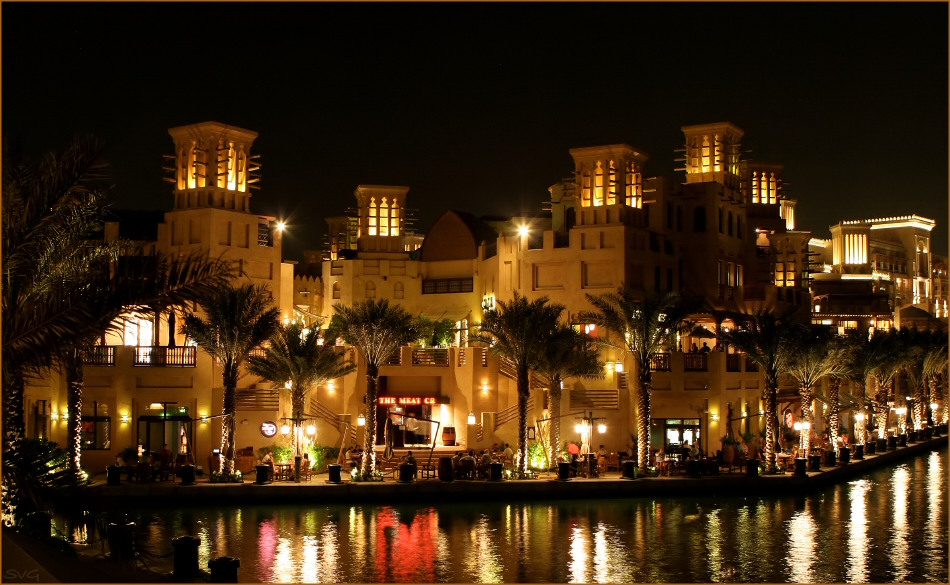
Abendstimmung am Souk Madinat Jumeirah

Das Madinat Jumeirah (arab. für „Stadt Jumeirah“) ist ein 2004 eröffnetes Hotel-, Freizeit- und Geschäftszentrum in Dubai, das zu Dubais meistbesuchten Zielen für Touristen und Geschäftsreisende gehört.
Die zur Jumeirah Group gehörige rund 48 Hektar große Anlage befindet sich unweit des berühmten Burj Al Arab am Jumeirah Beach. Die parkartig durchgrünte „Stadt in der Stadt“ wurde äußerst aufwendig als Lagunenstadt im Stil alter arabischer Paläste mit den typischen Windtürmen gebaut. Sie wird durchzogen von Wasserwegen von insgesamt 3,7 Kilometern Länge, über die man mit einer Abra (Wassertaxi) in sein Hotelzimmer oder seine Villa gelangt. 
Im Madinat befinden sich u. a.
- der Souk Madinat Jumeirah, ein nachgebauter Souk mit 75 kleinen Läden, die vornehmlich Antiquitäten, Kunsthandwerk und hochwertige orientalische Lebensmittel anbieten,
- 45 Restaurants, Bars und Cafés,
- das erste und einzige Theater Dubais, das Madinat Theatre mit 432 Sitzplätzen, das mit internationalen Produktionen helfen soll, das von vielen Expatriates bemängelte geringe Kulturangebot in Dubai zu verbessern,
- das größte Konferenzzentrum der Region, das wahlweise 4000 Konferenzteilnehmern Platz bietet oder zu einem Ballsaal umgebaut werden kann, in dem jährlich die offizielle Dubaier Variante des Wiener Opernballs stattfindet,
- ein Spa („Talise Spa“) und ein Sportzentrum
- sowie drei Hotels: das Al Qasr („der Palast“), Herzstück des Resorts als Nachbau einer Sommerresidenz des Scheichs mit aufwändig geschnitzten Holzdecken; das Mina a'Salam, ein Hotel im arabischen Stil; das Dar Al Masyaf mit 29 freistehenden doppelstöckigen Privatvillen mit eigenem Pool, den traditionellen arabischen „Sommerhäusern“ mit ihren typischen Windtürmen nachempfunden.